# La Carrera
La Carrera é um município da Espanha na província de Ávila, comunidade autónoma de Castela e Leão, de área 14,16 km² com população de 223 habitantes (2007) e densidade populacional de 17,09 hab/km².

## Demografia
| Variação demográfica do município entre 1991 e 2004 | Variação demográfica do município entre 1991 e 2004 | Variação demográfica do município entre 1991 e 2004 | Variação demográfica do município entre 1991 e 2004 |
| --------------------------------------------------- | --------------------------------------------------- | --------------------------------------------------- | --------------------------------------------------- |
| 1991                                                | 1996                                                | 2001                                                | 2004                                                |
| 356                                                 | 302                                                 | 255                                                 | 245                                                 |